# Centromerus tridentinus
Centromerus tridentinus är en spindelart som beskrevs av Lodovico di Caporiacco 1952. Centromerus tridentinus ingår i släktet Centromerus och familjen täckvävarspindlar.
Artens utbredningsområde är Italien. Inga underarter finns listade i Catalogue of Life.